# Rodrigueswever
De rodrigueswever (Foudia flavicans) is een zangvogel uit de familie Ploceidae (wevers en verwanten).

## Verspreiding en leefgebied
Deze soort is endemisch op Rodrigues, een eiland van de Mascarenen, behorende bij Mauritius.